# Nomopyle dodsonii
Nomopyle dodsonii là một loài thực vật có hoa trong họ Tai voi. Loài này được (Wiehler) Roalson & Boggan mô tả khoa học đầu tiên năm 2005.